# Thomas Linley trẻ
Thomas (Tom) Linley trẻ (7 tháng 5 năm 1756-5 tháng 8 năm 1778) là con cả của nhà soạn nhạc Thomas Linley già và Mary Johnson. Ông là một trong những nhà soạn nhạc và người biểu diễn sớm phát triển tài năng nhất ở Anh. Ông được biết đến với biệt danh Mozart của Anh.

## Cuộc đời
Tài năng của Thomas Linley trẻ đã được phát hiện từ khi ông là một đứa trẻ. Ông chơi một bản concerto tại một buổi hòa nhạc ở Bristol vào ngày 29 tháng 7 năm 1763. Từ năm 1763 đến năm 1768, ông đi học William Boyce. Vào năm 1767, ông xuất hiện cùng người chị Elizabeth Ann Linley trong một buổi biểu diễn Sự giúp đỡ thần kỳ tại Covent Garden Opera House. Trong buổi biểu diễn đó, hai chị em nhà Linley hát, nhảy điệu thủy thủ và chơi violin. Trong các năm 1768-1771, Linley trẻ đến Ý để học chơi violin với Pietro Nardini ở Florence. Tại đó, Linley gặp nhà soạn nhạc vĩ đại Wolfgang Amadeus Mozart vào tháng 4 năm 1770 cũng như Charles Burney vào tháng 9 cùng năm. Khi nói về Linley, Burney đã thốt lên rằng 
| “ | "Tomasino", như cái cách mà anh ấy gọi mình, cùng với Mozart nhỏ bé, người được cho là đi khắp nước Ý, là những thiên tài triển vọng nhất của thời đại này | ” |

Cả Linley và Mozart đều 14 khi gặp nhau. Và khi gặp nhau, họ đều trở thành những người bạn tốt của nhau.
Sau chuyến đi đến Ý, Linley trở về Anh và thực hiện một buổi biểu diễn dưới sự chỉ huy dàn nhạc của cha mình ở Bath. Đồng thời, Linley trẻ còn biểu diễn các bản oratorio tại Nhà hát Hoàng gia, Ngõ Drury. Tại chính nhà hát này, ông trở thành người đứng đầu từ năm 1773 đến năm 1778.
Linley trẻ đã chết đuối trong một vụ tai nạn ở tuổi 22, khi ở Cung điện Grimsthorpe cùng với người chị Mary Linley. Ông được chôn cất tại Nhà thờ Xứ đạo Edenham. Sự ra đi quá sớm của Linley đã được nhìn nhận như một bi kịch đối với nền âm nhạc Anh. Sau đó, Mozart có nói với người bạn Michael Kelly rằng "Linley là một thiên tài thực sự". Mozart còn nói rằng "khi anh ấy còn sống, anh ấy là một trong những sự trang hoàng lớn nhất của thế giới âm nhạc".

## Tác phẩm
Một số lượng các tác phẩm của Linley trẻ đã bị mất, trong đó có các tác phẩm bị mất trong vụ cháy Ngõ Drury vào năm 1809. Những tác phẩm còn tồn tại cho thấy rằng sự phối hợp bậc thầy hài hòa của ông giữa giai điệu, đối âm và hình tượng âm nhạc. Linley trẻ đã sáng tác các bản concerto và sonata cho violin cũng như các bản hợp xướng. Hầu hết các tác phẩm âm nhạc của Linley đều dành tặng cho vở opera The Duenna của người cha dâu Richard Brinsley Sheridan. Thêm vào đó, các tác phẩm còn tồn tại của Linley gồm Hãy để Chúa thức tỉnh (1773), một tác phẩm được sáng tác dành cho Lễ hội Ba giọng ca cùng năm đó; Đoản ca có lời, được sáng tác vào năm 1776, lời được sáng tác bởi người bạn của Linley, Bathonian French Laurence; bản thanh xướng nhạc được đặt tiêu đề là Bài hát của Moses. Ngoài ra, ông còn tham gia vào các sáng tác của cha mình gồm cantata, madrigal, glee, elegy và bài hát. Các phẩm này được xuất bản thành 2 tập